# Schienen-Schienen, Schwellen-Schwellen
Schienen-Schienen, Schwellen-Schwellen (russisch Рельсы-рельсы, шпалы-шпалы Relsy-relsy, schpaly-schpaly) ist ein russisches Kindergedicht, das zur russischen Folklore gehört. Es wird auf einem Kinderrücken aufgeführt und stellt somit eine unterhaltsame Massage für das Kind dar. Der Kinderrücken dient als Bühne für die Aufführung des Gedichtes. Es ist in Russland sehr bekannt und wird bei der Anwendung von Rückenmassagen bei Babys und Kleinkindern vom massierenden Erwachsenen aufgesagt. Das Kindergedicht existiert in zahlreichen Variationen und dient als Unterhaltung von Erwachsenen für Babys und Kleinkinder und ist insofern mit dem deutschen „Hoppe hoppe Reiter“-Spielen vergleichbar.
Parallel zum Aufsagen des Textes durch den Erwachsenen (meist die Mutter oder Oma) führt der Erwachsene dazu bestimmte illustrierende, massierende Handbewegungen auf dem Rücken des Babys/Kleinkindes durch. In dieser Beziehung ähnelt es dem deutschen Fingerspiel „Das ist der Daumen, der schüttelt die Pflaumen ...“.
Babymassagen werden in Russland allgemein als anregend und gesundheitsfördernd betrachtet (vgl. Babyschwimmen), auch wenn es dafür keine medizinischen Empfehlungen gibt. Das Rückenmassieren zu diesem Gedicht wird eher als Spiel betrachtet. Die Intensität der Massage kann je nach Alter des Kindes stark variieren.
Streng genommen kann man es nicht zu den Kinderreimen zählen, da nicht das Kind den Text aufsagt, sondern – meist – die massierende Mutter.

## Text
Der Text existiert in einer Hauptversion, aus der – typisch für Folklore – viele verschiedene Variationen hervorgingen, wobei der Anfang fast nie variiert wird.

Version 1:
| russisch                                                                                                 | deutsch | Handbewegung |
| --- | --- | --- |
| Рельсы-рельсы, шпалы-шпалы, ехал поезд запоздалый.                                                       | Schienen-Schienen, Bahnschwellen-Bahnschwellen, es fuhr ein Zug der sich verspätet hatte.                                                                                     | Mit beiden Händen oder mit den Fingern wird mit mehr oder weniger starkem Druck der Verlauf der Schienen längs auf den Rücken gemalt. Dann quer dazu der Verlauf der Bahnschwellen. Dann den fahrenden Zug nachmachen – mit der Hand in einer Wellenlinie über den Rücken streichen. |
| Из последнего вагона посыпалось-посыпалось зерно.                                                        | Aus dem letzten Zug wurde Korn verschüttet. | Die einzelnen Körner werden durch zahlreichen Fingerdruck angedeutet. |
| Пришли куры – поклевали-поклевали, Пришли гуси – пощипали-пощипали                                       | Es kamen Hühner - [und sie] pickten-pickten [das verschüttete Getreide auf] Es kamen Gänse – [und sie] zwickten-zwickten [beim Fressen der Körner].                           | Die Haut ganz leicht zwicken oder zusammenrollen. |
| Прошел слон: ТОП-ТОП-ТОП, прошла слониха – Топ-Топ-Топ, прошел ма-а-аленький слоненочек топ-топ-топ-топ. | Es kam [der/ein] Elefant: Trampel-Trampel-Trampel, es kam [die/eine] Elefantenkuh: Trampel-Trampel-Trampel, es kam [das/ein] kleine/s Elefantenkind: Trampel-Trampel-Trampel. | Das Trampeln und Stampfen mit Druck der geschlossenen Fäuste simulieren. Die Elefantenkuh trampelt mit leichterem Gewicht und der kleine Elefant noch leichter auf dem Rücken. |
| Пришел медведь, поставил стул, стол и начал писать письмо                                                | Es kam [der/ein] Bär, er stellt einen Stuhl und Tisch auf und begann einen Brief zu schreiben [mit einer Schreibmaschine]                                                     | Das Aufstellen von Tisch und Stuhl mit einem leichten Faustschlag untermalen oder mit 4 Fingerspitzen für die 4 Tischbeine. In einigen Versionen wird das Hinsetzen des Schreibers erwähnt und durch Handdruck dargestellt.                                                          |
| „Дорогая жена и дочка! – точка-точка. Посылаю вам платочки – точки-точки. И цветочки – точки-точки.“     | „Liebe Frau und [liebe] Tochter – Punkt-Punkt. Ich schicke euch Taschentücher – Punkt-Punkt. Und Blumen – Punkt-Punkt.“                                                       | Punkt-Punkt mit den Fingerspitzen am seitlichen Brustkorb kitzeln (leicht stechen), in vielen Versionen wird der Wagenrücklauf lautmalerisch dargestellt und dazu kurz unter einer Achselhöhle gekitzelt.                                                                            |
| Потом положил письмо в конверт, запечатал и отправил.                                                    | Dann legte er den Brief in einen Umschlag, verschloss ihn und schickte ihn weg.                                                                                               | Das Zukleben des Briefumschlages mit Druck der flachen Hand unterstreichen und/oder mit einem leichten Faustschlag. Ende: Am Hosengummi ziehen und zurückschnellen lassen. |

Version 2:
| russisch                     | deutsch                                            | Handbewegung                        |
| ---------------------------- | -------------------------------------------------- | ----------------------------------- |
| [nach den Elefanten]         |                                                    |                                     |
| Пришел дворник – все подмел. | Es kam der Hausmeister – er fegte alles auf (weg). | fegende Handbewegung auf dem Rücken |

Version 3:
| russisch                              | deutsch               | Handbewegung                                                          |
| ------------------------------------- | --------------------- | --------------------------------------------------------------------- |
| [nicht Korn fiel vom Wagen, sondern:] |                       |                                                                       |
| посыпалось-посыпалось горох.          | Erbsen fielen vom Zug | Die einzelnen Erbsen werden durch zahlreichen Fingerdruck angedeutet. |

Version 4:
| russisch                                                                                  | deutsch | Handbewegung |
| ----------------------------------------------------------------------------------------- | --- | --- |
| [veränderter Brieftext]                                                                   | | |
| Я купил жене и дочке Тире-точки, тире-точки, Заграничные чулочки, Тире-точки, тире-точки. | Ich habe für Frau und Tochter Bindestrich-Punkt, Bindestrich-Punkt ausländische [feine] Strümpfe gekauft Bindestrich-Punkt, Bindestrich-Punkt | Den Text mit Fingerspitzen wie beim Tippen auf die Tastatur auf den Rücken tippen.                                  |
| А себе и сыну Тире-точки, тире-точки, Новую машину Тире-точки, тире-точки.                | Für mich und meinen Sohn Bindestrich-Punkt, Bindestrich-Punkt eine neue Maschine.                                                             | Die Schreibmaschinenanschläge auf den Rücken tippen.                                                                |
| Запечатал конверт и отправил.                                                             | Er verschloss den Brief und schickte ihn ab.                                                                                                  | Das Zukleben des Briefumschlages mit Druck der flachen Hand unterstreichen und/oder mit einem leichten Faustschlag. |

Version 5:
| russisch                                               | deutsch                                         | Handbewegung                                 |
| ------------------------------------------------------ | ----------------------------------------------- | -------------------------------------------- |
| [Vor den Elefanten kam noch die Schlange und die Maus] |                                                 |                                              |
| Пришла змейка – проползла-проползла                    | Es kam die Schlange – sie kroch und kroch       | schlängelnde Handbewegung auf dem Rücken     |
| Пришла мышка – все погрызла-все погрызла               | Es kam die Maus – alles nagte sie weg und nagte | tippelnde Fußschritte, dann leichtes Zwicken |

Version 6:
| russisch | deutsch | Handbewegung                                                                    |
| --- | --- | ------------------------------------------------------------------------------- |
| [Nicht der Bär, sondern der Direktor schrieb den Brief.] | |                                                                                 |
| Пришел директор магазина. Поставил стол, стул и маленькую печатную машинку. | Es kam der Direktor des Geschäfts. Er stellte einen Tisch und Stuhl hin und eine kleine Schreibmaschine. |                                                                                 |
| Сел печатать: | Er setzte sich hin und schrieb |                                                                                 |
| „Я директор магазина (вжик-вжик, вжик-вжик), У меня своя машина (вж-вж-вж-вж) Я купил жене и дочке (в-в-в-в) Заграничные чулочки (в-в-в-в) А себе и сыну (вввв) Новую машину“. | „Ich, der Direktor des Geschäftes – wzhik-wzhik, wzhik-wzhik [lautmalerisch für Tippen] Ich habe meine Maschine – wzhik-wzhik, wzhik-wzhik [Auto] Ich habe meiner Frau und meiner Tochter – w-w-w-w ausländische Strümpfe gekauft – w-w-w-w Und für mich und meinen Sohn – wwww eine neue Maschine“ [Auto] |                                                                                 |
| Дописал, запечатал в коверт, написал адрес: | Er schrieb den Brief zu Ende, verklebte den Umschlag und schrieb die Adresse: | Hand: abstempeln [zukleben und stempeln sind im Russischen sprachlich verwandt] |
| „улица Курицы, дом Петуха, квартира Цыпленка, подъезд Индюка“. | „Hühnerstraße, Haus: Hahn, Wohnung: Küken; Hausaufgang: Truthahn“ |                                                                                 |
| Понес на почту. | Er trug ihn zur Post |                                                                                 |
| (вопрос: Почта работает? Eсли да, то продолжаем. Eсли нет, то это письмо порвал, пошел писать заново):                                                                         | (Frage: Ist das Postamt geöffnet? Wenn ja, dann wird fortgefahren. Wenn nicht, dann zerreißt er den Brief und schreibt einen neuen.) |                                                                                 |
| На почте конверт порвали, прочитали, запечатали заново, поставили штамп, отправили.                                                                                            | Auf der Post haben sie den Brief aufgerissen, durchgelesen, von Neuem zugeklebt, eine Briefmarke draufgeklebt und weggeschickt. |                                                                                 |

Version 7:
| russisch                      | deutsch                            | Handbewegung                                                    |
| ----------------------------- | ---------------------------------- | --------------------------------------------------------------- |
| Ночь, тишина                  | Es ist Nacht, Ruhe                 |                                                                 |
| комарики кусают-кусают-кусают | Die Mücken stechen-stechen-stechen | mit den Zeigefingern an vielen Stellen auf den Rücken „stechen“ |

Version 8:
| russisch                                | deutsch                                             | Handbewegung                                                               |
| --------------------------------------- | --------------------------------------------------- | -------------------------------------------------------------------------- |
| Пришло письмо в столицу,                | Es kam ein Brief in der Hauptstadt an,              | mit 4 Fingerspitzen in einer Linie auf den Rücken einmalig klopfen         |
| Там живут царь и царица,                | dort leben der Zar und die Zarin,                   | mit der flachen Hand einmal auf das rechte und linke Schulterblatt drücken |
| Царь посеял виноград, а царица пшеницу. | Der Zar pflanzte Weinreben an, und die Zarin Weizen | mit den Fingerbeeren kurze Streifbewegungen                                |

Version 9:
| russisch                                 | deutsch                                         | Handbewegung |
| ---------------------------------------- | ----------------------------------------------- | --- |
| У царя виноград скукожился,              | Des Zaren Reben waren mickrig,                  | mit Zeigefinger und Daumen eine kleine Hautfalte nehmen und zusammendrücken |
| а у царицы пшеница выросла воооот такая! | aber der Weizen der Zarin wuchs soooo prächtig. | Mit beiden Händen eine ausladende, streifende Handbewegung über den ganzen Rücken (an der Lendenwirbelsäule im Lendenbereich beginnend, und dann in großem Bogen nach oben zum linken bzw. rechten Schulterblatt – sozusagen in Form einer Palme) |

Version 10:
| russisch                              | deutsch                                                             | Handbewegung |
| ------------------------------------- | ------------------------------------------------------------------- | ------------ |
| Пришел слон – потоптал-потоптал,      | Es kam [der/ein] Elefant: Trampel-Trampel,                          |              |
| Пришла слониха – потоптала-потоптала, | Es kam [die/eine] Elefantenkuh: Trampel-Trampel,                    |              |
| Пришел маленький слоненок –           | Es kam [das/ein] kleine/s Elefantenkind: Trampelte und wälzte sich. |              |
| Потоптался, повалялся.                | Es trampelte, und fiel hin                                          |              |

Version 11:
| russisch        | deutsch                | Handbewegung |
| --------------- | ---------------------- | ------------ |
| Пришел дворник, | Es kam der Hausmeister |              |
| все подмел.     | und fegte alles auf    |              |

Version 12:
| russisch                      | deutsch                                     | Handbewegung |
| ----------------------------- | ------------------------------------------- | ------------ |
| Пришел директор зоопарка,     | Es kam der Direktor des Zoos,               |              |
| Поставил стул, поставил стол, | er stellte einen Stuhl hin und einen Tisch, |              |
| поставил печатную машинку     | er stellte eine Schreibmaschine hin         |              |
| и начал печатать:             | und begann zu schreiben:                    |              |

Version 13:
| russisch             | deutsch                    | Handbewegung |
| -------------------- | -------------------------- | ------------ |
| „Дорогие мои дочки,  | „Meine lieben Töchter,     |              |
| посылаю вам чулочки, | ich schicke euch Strümpfe, |              |
| девочкам картинки,   | den Mädchen Bilder,        |              |
| мальчикам ботинки,   | den Jungen Stiefel,        |              |
| бабушке корзинку,    | der Oma einen Korb,        |              |
| дедушке овчинку.“    | dem Opa ein Lammfell.“     |              |

Version 14:
| russisch                                   | deutsch                                                | Handbewegung                                                        |
| ------------------------------------------ | ------------------------------------------------------ | ------------------------------------------------------------------- |
| Расписался и сунул письмо в почтовый ящик. | Er unterschrieb und warf den Brief in den Briefkasten. |                                                                     |
| Письмо летело самолетом                    | Der Brief flog mit dem Flugzeug                        | Wellenbewegung über die Haut streichen                              |
| плыло пароходом                            | Er schwamm mit dem Schiff                              | ausladende Wellenbewegungen mit der Hand                            |
| ехало поездом                              | Er fuhr mit dem Zug                                    | Streichbewegungen auf den Rippen – beide Hände aufeinanderzubewegen |
| „чух-чух, чух-чух“                         | „Paff-paff, paff-paff“                                 |                                                                     |
| Приехали на станцию,                       | Er kam am Bahnhof an,                                  |                                                                     |
| кинули письмо в грузовик                   | wurde in den Lastwagen geworfen                        |                                                                     |
| привезли на почту.                         | und zur Post gefahren.                                 |                                                                     |

Version 15:
| russisch                   | deutsch                                  | Handbewegung                                                |
| -------------------------- | ---------------------------------------- | ----------------------------------------------------------- |
| Почтальон сел на велосипед | Der Briefträger setzte sich aufs Fahrrad |                                                             |
| и поехал письмо отдавать   | und fuhr los den Brief austragen         |                                                             |
| Ехал-ехал...приехал        | Er fuhr und fuhr ... und kam an          | Mit zwei Fingern über den Rücken laufen (wie ein Fußgänger) |
| Дзынь! Вам письмо!         | Peng! Ein Brief für Sie!                 |                                                             |

Version 16:
| russisch                                                   | deutsch                             | Handbewegung |
| ---------------------------------------------------------- | ----------------------------------- | ------------ |
| [„aus dem letzten Fenster“ statt „aus dem letzten Waggon“] |                                     |              |
| Из последнего окошка                                       | Aus dem letzten Fenster             |              |
| вдруг посыпался горох.                                     | verschütteten sich plötzlich Erbsen |              |

Version 17:
| russisch                   | deutsch                       | Handbewegung |
| -------------------------- | ----------------------------- | ------------ |
| [genau aus dem 3. Fenster] |                               |              |
| Вдруг из третьего окошка,  | Plötzlich aus dem 3. Fenster, |              |
| посыпались горошки.        | verschütteten sich Erbsen.    |              |

Version 18:
| russisch                             | deutsch                                                  | Handbewegung |
| ------------------------------------ | -------------------------------------------------------- | ------------ |
| [anderer Brieftext]                  |                                                          |              |
| „Дорогая жена и дочка, дзинь, точка, | „Liebe Frau und liebe Tochter – dschum, Punkt            |              |
| шлю тебе чулочки, дочке - ползуночки | Ich schicke die Strümpfe und der Tochter einen Strampler |              |
| дзинь-точка, дзинь-точка.“           | dschum-Punkt, dschum-Punkt.“                             |              |

Version 19:
| russisch                                   | deutsch                                                    | Handbewegung |
| ------------------------------------------ | ---------------------------------------------------------- | ------------ |
| „Дорогая дочка,дзынь, дзынь точка.         | „Liebe Tochter, dschum, dschum, dschum Punkt.              |              |
| Я купил тебе чулочки, дзынь, дзынь точка.  | Ich habe dir Strümpfe gekauft, dschum, dschum Punkt.       |              |
| А чулочки не простые, дзынь, дзынь точка.  | Und die Strümpfe sind nicht einfach, dschum, dschum Punkt. |              |
| Все застежки золотые, дзынь, дзынь точка.“ | Alle Verschlüsse sind in Gold, dschum, dschum Punkt.“      |              |

Version 20:
| russisch                                       | deutsch                                       | Handbewegung |
| ---------------------------------------------- | --------------------------------------------- | ------------ |
| [der Hausmeister schreibt]                     |                                               |              |
| „Здравствуйте, дорогие жена и дочка, точка.    | „Seid gegrüßt, liebe Frau und Tochter, Punkt. |              |
| Пришлите мне пару носочков, точка.             | Schickt mir ein Paar Strümpfe, Punkt.         |              |
| Ведь погода здесь такая, запятая,              | Denn das Wetter ist hier so, Komma,           |              |
| Простудиться можно так! Восклицательный знак!“ | Man kann sich so erkälten. Ausrufezeichen!“   |              |

Version 21:
| russisch                           | deutsch                                  | Handbewegung |
| ---------------------------------- | ---------------------------------------- | ------------ |
| Пришёл дворник все вымел вычистил, | Der Hausmeister kam und fegte alles weg, |              |
| поставил стол на четырёх ножках    | er stellt einen Tisch mit 4 Beinen hin   |              |
| стул на трёх ножках,               | und einen Stuhl mit drei Beinen          |              |

Version 22:
| russisch           | deutsch                          | Handbewegung          |
| ------------------ | -------------------------------- | --------------------- |
| письмо шло шло шло | Der Brief fuhr und fuhr und fuhr |                       |
| и пришло           | und kam an                       | Ein Klaps auf dem Po. |

Version 23:
| russisch                                                 | deutsch                                                                        | Handbewegung |
| -------------------------------------------------------- | ------------------------------------------------------------------------------ | ------------ |
| пришли куры, поклевали поклевали,                        | Die Hühner kamen und pickten-pickten                                           |              |
| пришли питухи, стали прогонять кур, прогоняли прогоняли, | Die Hähne kamen und begannen die Hühner zu verjagen, und sie jagten und jagten |              |
| пришёл слон, распугал петухов,                           | Es kam der Elefant, erschreckte die Hähne                                      |              |
| слон потоптался потоптался, и ушёл...                    | Der Elefant stampfte und stampfte, und ging weg...                             |              |
| пришел дворник, стал подметать, подметал подметал,       | Es kam der Hausmeister, er fing an zu fegen, fegen, fegen,                     |              |
| и тоже ушел...                                           | und ging auch...                                                               |              |
| пришел художник, поставил мальберт,                      | Es kam [ein/der] Künstler, stellte seine Staffelei auf,                        |              |
| взял краски, стал рисовать, рисовал рисовал,             | nahm die Farben und begann zu zeichnen, zeichnen, zeichnen                     |              |
| закончил, не понравилась картина,                        | Er wurde fertig, das Bild gefiel ihm nicht,                                    |              |
| попытался смять, не получилось,                          | er versuchte es zu zerknüllen, aber es gelang nicht,                           |              |
| он взял мальберт и выкинул,                              | er nahm seine Staffelei und warf [was?] weg,                                   |              |
| пошёл по делам                                           | er ging um etwas zu erledigen                                                  |              |

Version 24:
| russisch                                           | deutsch                                                                | Handbewegung |
| -------------------------------------------------- | ---------------------------------------------------------------------- | ------------ |
| запечатл конверт,                                  | Er verschloss den Umschlag,                                            |              |
| поставил большую печать,                           | machte einen großen Stempel drauf,                                     |              |
| отправил письмо,                                   | und schickte den Brief weg                                             |              |
| жена и дочка получили письмо,                      | Frau und Tochter erhielten den Brief                                   |              |
| взяли, почитали, стали прыгать по дому от счастья, | sie nahmen ihn, lasen ihn, und begannen vor Freude zu springen im Haus |              |
| прыгали прыгали, устали, прыгнули в кровать.       | Sie sprangen und sprangen, wurden müde und sprangen ins Bett.          |              |

Version 25:
| russisch                                | deutsch                                              | Handbewegung |
| --------------------------------------- | ---------------------------------------------------- | ------------ |
| Все запечатал и отправил.               | Er verschloss alles [den Brief] und schickte ihn weg |              |
| Летное письмо летело и улетело.         | Der Luftbrief flog und flog.                         |              |
| Началась война!                         | Es begann [ein/der] Krieg!                           |              |
| Летят пули, падают снаряды, едут танки. | Geschosse flogen, Granaten fielen, Panzer fuhren     |              |
| Война кончилась и выросли деревья,      | Der Krieg war zu Ende und es wuchsen [die] Dörfer,   |              |
| выросла травка и грибочки.              | es wuchs das Gras und Pilze                          |              |

Version 26:
| russisch                           | deutsch                  | Handbewegung |
| ---------------------------------- | ------------------------ | ------------ |
| [weitere Tiere nach den Elefanten] |                          |              |
| проскокал зайчик                   | Der Hase sprang,         |              |
| Пробежала белка                    | das Eichhörnchen rannte, |              |
| Проползла змеяяяя                  | die Schlange kroch       |              |
| И ужалила тебя!                    | und biss dich            |              |

## Quelle
Ехал поезд запоздалый, Т. К. Николаева in Живая старина, 1994, №1 Живая Старина, Журнал о русском фольклоре у традиционной кыльтуре, Ausgabe Nr. 1 - 1994, S. 53 f. (russisch) [Es fuhr ein Zug mit Verspätung. T. K. Nikolaewa, in der Zeitschrift Lebendiges Altes, Zeitschrift für russische Folklore und traditionelle Kultur]